# Metrópole da Moldávia e Bucovina
Metrópole da Moldávia e Bucovina (em romeno:  Mitropolia Moldovei și Bucovinei) é uma circunscrição eclesiástica da Igreja Ortodoxa Romena no território da Moldávia Ocidental e do Sul da Bucovina. Tem sede em Iași e o atual metropolita é Teófanes Savu.

## História
A metrópole foi fundada em 1386 e reconhecida pelo Patriarca de Constantinopla em 1401. Em 1872, uniu-se à Metrópole da Ungro-Valáquia para formar a Igreja Ortodoxa Romena.
Em 1950, a Arquidiocese de Suceava foi anexada à Arquidiocese de Iași, que até 1948 fazia parte da Metrópole Bucovina. A metrópole da Moldávia passou a ser chamada de "Moldávia e Suceava". Depois de 1990, o nome foi mudado para "Metrópole da Moldávia e Bucovina".

## Estrutura

Organização da Metrópole da Moldávia e Bucovina

A metrópole inclui 4 arquieparquias e 1 eparquia e:
- Arquidiocese de Iași;[1]
- Arquidiocese de Suceava e Rădăuţi;[8]
- Arquidiocese de Roman e Bacău;[9]
- Diocese de Huși.[10]